# Valladolid (cidade mexicana)
Valladolid é uma cidade do estado do Iucatão, sudeste do México, capital do município homónimo. Tem 15,8 km² de área e em 2010 tinha 48 973 habitantes (densidade: 3 099,6 hab./km²).
A cidade foi fundada a 28 de maio de 1543 pelo conquistador espanhol Francisco de Montejo, o Sobrinho, originalmente na localidade maia de Chauac-Há. A 24 de março de 1545 a cidade foi mudada para Zací, a capital do  cacicado maia de Cupul. Em 1848, a cidade e as suas fazendas foram invadidas pelos indígenas maias durante a Guerra das Castas, o que fez com que as famílias afetadas emigrassem para outras regiões. A cidade foi recuperada uns meses depois pelo governo iucateco.
Em 2012 Valladolid foi incluída na lista dos Pueblos Mágicos, um programa de desenvolvimento turístico do governo mexicano criado em 2001.

## História

### Fundação
A cidade foi fundada em 28 de maio de 1543 com o objetivo de dominar a região que quando os espanhóis chegaram era controlada pelos cupules e foi chamada Valladolid em homenagem à cidade espanhola homónima. A cidade foi erguida no sítio conhecido como Chauac-Há o Chauacá, no  cacicado maia de Chikinchel, tendo sido posta sob a advogação da Virgem dos Remédios e tendo como padroeiro São Gervásio (localmente também conhecido como San Servacio). O fundador, Francisco de Montejo, sobrinho do militar homónimo que liderou a conquista do Iucatão, desenhou a planta da povoação, criou o primeiro cabildo (município) e outorgou encomiendas a 45 conquistadores.
A insalubridade do local e as doenças que o infestavam, entre as quais se incluíam provavelmente a febre amarela, levaram a que a cidade fosse transladada para outra localização. Montejo resistiu à mudança, mas o cabildo, em nome da vila, ameaçou-o de se queixar ao rei Carlos V acusando-o de ser uma "pessoa que não procura o bem, utilidade e pacificação dos naturais de Espanha". A mudança ocorreu em 24 de março de 1545, quando a cidade foi instalada em Zací, a capital do cacicado dos cupules. Zací é uma palavra maia significa "gavião branco". Desde a sua fundação e durante o período colonial espanhol, Valladolid foi o centro de desenvolvimento do orinete da península do Iucatão.

### Séculos XIX e XX
Em 1833, depois da indendência do México, foi fundada na cidade a primeira fábrica de fios e tecidos do México a utilizar energia a vapor, considerada a "aurora da indústria iucateca" e que funcionou até
Em 1848, durante a Guerra das Castas, a cidade foi tomada pelos indígenas maias sublevados, às ordens do cacique Cecilio Chi. A população branca e muitos dos mestiços foram desalojados e muitos morreram durante a invasão. A cidade foi retomada meses depois pelas tropas do governo do Iucatão, então liderado por Miguel Barbachano. Porém, Valladolid continuou ser acossada durante muitos anos, enquanto duraram os conflitos étnicos no Iucatão.[carece de fontes?]
A 10 de maio de 1910, em Dzelkoop, pertencente a Valladolid, foi assinado o chamado Plano de Dzelkoop ou Plano de Valladolid, o qual incluía um apelo à população para se revoltar contra a ditadura no México:
| “ | O atual governo não é legal, porque não foi ungido pelo voto popular [...] chegou a hora de fazer um poderoso esforço para salvar o país e que ese esforço supremo deve fazê-lo o povo para conjurar a tormenta que o aniquila e ameaça destruí-lo por completo. | ” |
|   | — Plano Dzelkoop . |   |

Depois disso, em 4 de junho de 1910, ocorreu em Valladolid um movimento revolucionário, precursor da Revolução Mexicana, iniciada em novembro desse ano no norte da república mexicana por Francisco I. Madero que determinou a queda do governo do general Porfirio Díaz. O movimento revolucionário de Valladolid é conhecido no Iucatão como "A Primeira Faísca da Revolução".

## Geografia
Valladolid situa-se no município seu homónimo, do qual é a capital, e que faz parte do estado do Iucatão, no sudeste do México. Fica cerca de 160 km a leste da capital estadual, Mérida, 160 km a oeste de Cancún e 1 470 km a leste da Cidade do México.
Clima
O clima é quente e húmido, com chuvas regulares no verão. A temperatura média anual é 25,8 °C, a máxima ocorre geralmente em maio e a mínima em janeiro. O calor é atenuado pelas brisas marítimas e os ventos do sul e do oeste.[carece de fontes?]
| Dados climatológicos para Valladolid     | Dados climatológicos para Valladolid | Dados climatológicos para Valladolid | Dados climatológicos para Valladolid | Dados climatológicos para Valladolid | Dados climatológicos para Valladolid | Dados climatológicos para Valladolid | Dados climatológicos para Valladolid | Dados climatológicos para Valladolid | Dados climatológicos para Valladolid | Dados climatológicos para Valladolid | Dados climatológicos para Valladolid | Dados climatológicos para Valladolid | Dados climatológicos para Valladolid |
| Mês                                      | Jan                                  | Fev                                  | Mar                                  | Abr                                  | Mai                                  | Jun                                  | Jul                                  | Ago                                  | Set                                  | Out                                  | Nov                                  | Dez                                  | Ano                                  |
| ---------------------------------------- | ------------------------------------ | ------------------------------------ | ------------------------------------ | ------------------------------------ | ------------------------------------ | ------------------------------------ | ------------------------------------ | ------------------------------------ | ------------------------------------ | ------------------------------------ | ------------------------------------ | ------------------------------------ | ------------------------------------ |
| Temperatura máxima média (°C)            | 29                                   | 31                                   | 33                                   | 34                                   | 34                                   | 34                                   | 34                                   | 34                                   | 33                                   | 31                                   | 30                                   | 29                                   | 29,2                                 |
| Temperatura mínima média (°C)            | 17                                   | 18                                   | 19                                   | 21                                   | 23                                   | 24                                   | 23                                   | 23                                   | 23                                   | 22                                   | 20                                   | 18                                   | 19,4                                 |
| Precipitação (mm)                        | 18                                   | 7                                    | 10                                   | 15                                   | 23                                   | 46                                   | 62                                   | 66                                   | 47                                   | 37                                   | 16                                   | 9                                    | 356                                  |
| Insolação (h)                            | 342,4                                | 321,38                               | 373,03                               | 378,88                               | 406,98                               | 401,28                               | 410,93                               | 397,61                               | 367,71                               | 361,63                               | 334,81                               | 338,2                                |                                      |
| Fonte: clima.msn.com, mx.clima.yahoo.com |                                      |                                      |                                      |                                      |                                      |                                      |                                      |                                      |                                      |                                      |                                      |                                      |                                      |

Demografia
Em 2010, Vallladolid era a terceira cidade mais populosa do estado, a seguir a Mérida e Kanasín. Segundo o Programa das Nações Unidas para o Desenvolvimento, o Índice de Desenvolvimento Humano do município de Valladolid em 2010 era 0,7098 para os homens e 0,6972 para as mulheres, inferior à média do estado de 0,7505 e 0,7563, respetivamente. Segundo dados do mesmo ano da Secretaria de Desenvolvimento Social mexicana, o índice de marginalização era -0,99088, um valor de grau médio.
| População de Valladolid (1900 – 2010) | População de Valladolid (1900 – 2010) | População de Valladolid (1900 – 2010) | População de Valladolid (1900 – 2010) | População de Valladolid (1900 – 2010) | População de Valladolid (1900 – 2010) | População de Valladolid (1900 – 2010) | População de Valladolid (1900 – 2010) | População de Valladolid (1900 – 2010) | População de Valladolid (1900 – 2010) | População de Valladolid (1900 – 2010) | População de Valladolid (1900 – 2010) |
| ------------------------------------- | ------------------------------------- | ------------------------------------- | ------------------------------------- | ------------------------------------- | ------------------------------------- | ------------------------------------- | ------------------------------------- | ------------------------------------- | ------------------------------------- | ------------------------------------- | ------------------------------------- |
| 1900                                  | 1910                                  | 1921                                  | 1930                                  | 1940                                  | 1950                                  | 1960                                  | 1970                                  | 1980                                  | 1990                                  | 2000                                  | 2010                                  |
| 4 955                                 | 4 319                                 | 4 920                                 | 5 601                                 | 6 402                                 | 8 165                                 | 9 297                                 | 14 663                                | 28 201                                | 29 279                                | 37 332                                | 48 973                                |
|                                       | 12,8%                                 | 13,9%                                 | 13,8%                                 | 14,3%                                 | 27,5%                                 | 13,9%                                 | 57,7%                                 | 92,3%                                 | 3,8%                                  | 27,5%                                 | 31,2%                                 |

## Economia
Em 2010, a população economicamente ativa (PEA) de Valladolid era 19 468 habitantes, dos quais 12 808 homens (66%) e 6 660 mulheres (34%); 97% dessas pessoas estavam empregadas. O setor primário ocupava 19% da PEA do município em 2000. A maior parte das atividades desse setor são desenvolvidas por produtores locais.[carece de fontes?] O setor secundário ocupava no mesmo ano 32% da PEA e o setor terciário ocupava 48%.

## Arquitetura e urbanismo

### Igrejas
Em Valladolid há seis igrejas católicas com interesse arquitetónico ou histórico:

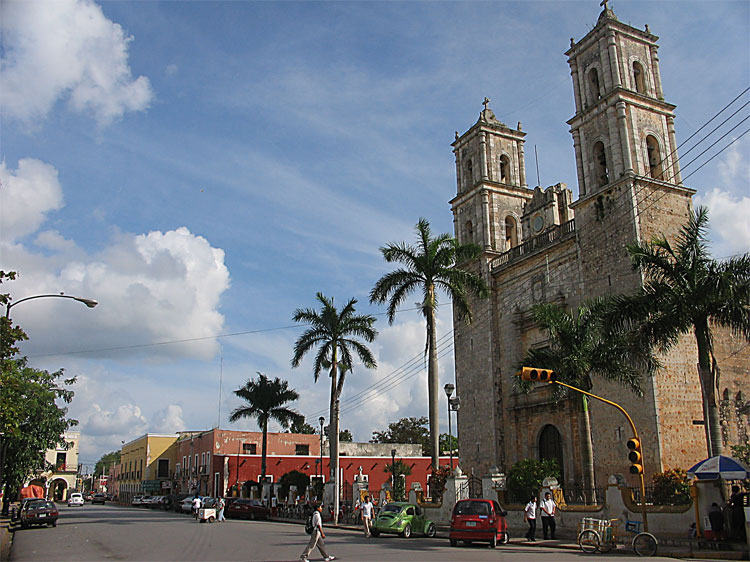
Igreja de São Gervásio (ou San Servacio)
É a igreja mais famosa e importante da cidade. Encontra-se em frente à Praça Francisco Cantòn, a principal da cidade, onde também se situa o principal parque. A sua construção foi iniciada em 1543, quando Valladolid foi fundada. Na sequência dum crime sangrento ocorrido na igreja no século XVIII , o templo foi remodelado e a sua fachada passou a estar virada para norte. O pórtico original, virado a poente como era era usual, manteve-se, com as esculturas de São Pedro e São Paulo.

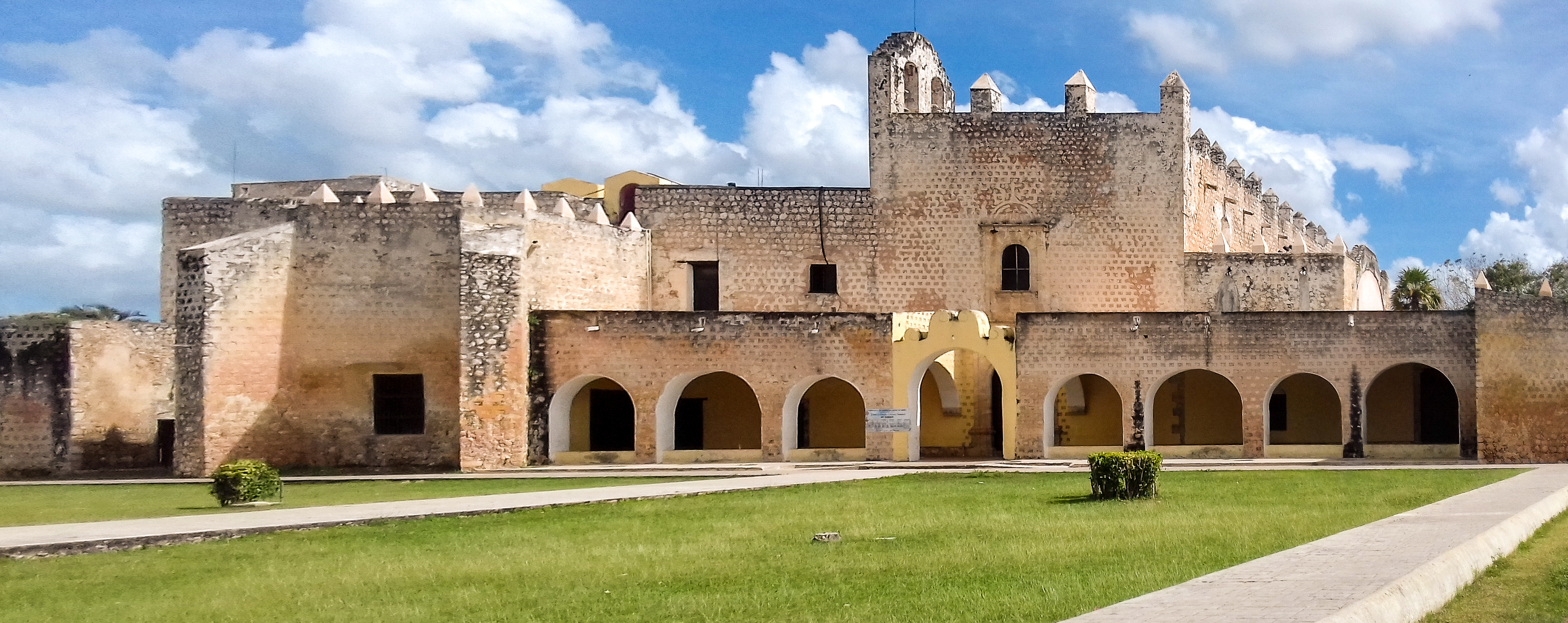
Igreja de São Bernardino de Siena
É um grande templo que faz parte dum antigo convento situado no parque do bairro de Sisal. Foi construída em 1552, pelo arquiteto e religioso Juan de Mérida dos frades de Francisco de Montejo, o Sobrinho. A igreja é de estilo franciscano e assemelha-se a uma fortaleza medieval, com grandes dimensões (ocupa mais de 14 000 m²), com ameias clássicas e paredes cuja espessura chega a ultrapassar os três metros.
Igreja de Santa Lúcia
Situada no bairro homónimo, destaca-se pela altura do teto abobadado e a fachada. Destaca-se pela altura do seu teto abobadado e pela fachada rematada por três acros que rodeiam as portas, decorados com motivso vegetais. O templo é de alvenaria, com teto em abóbada e chão de mistura de cal.

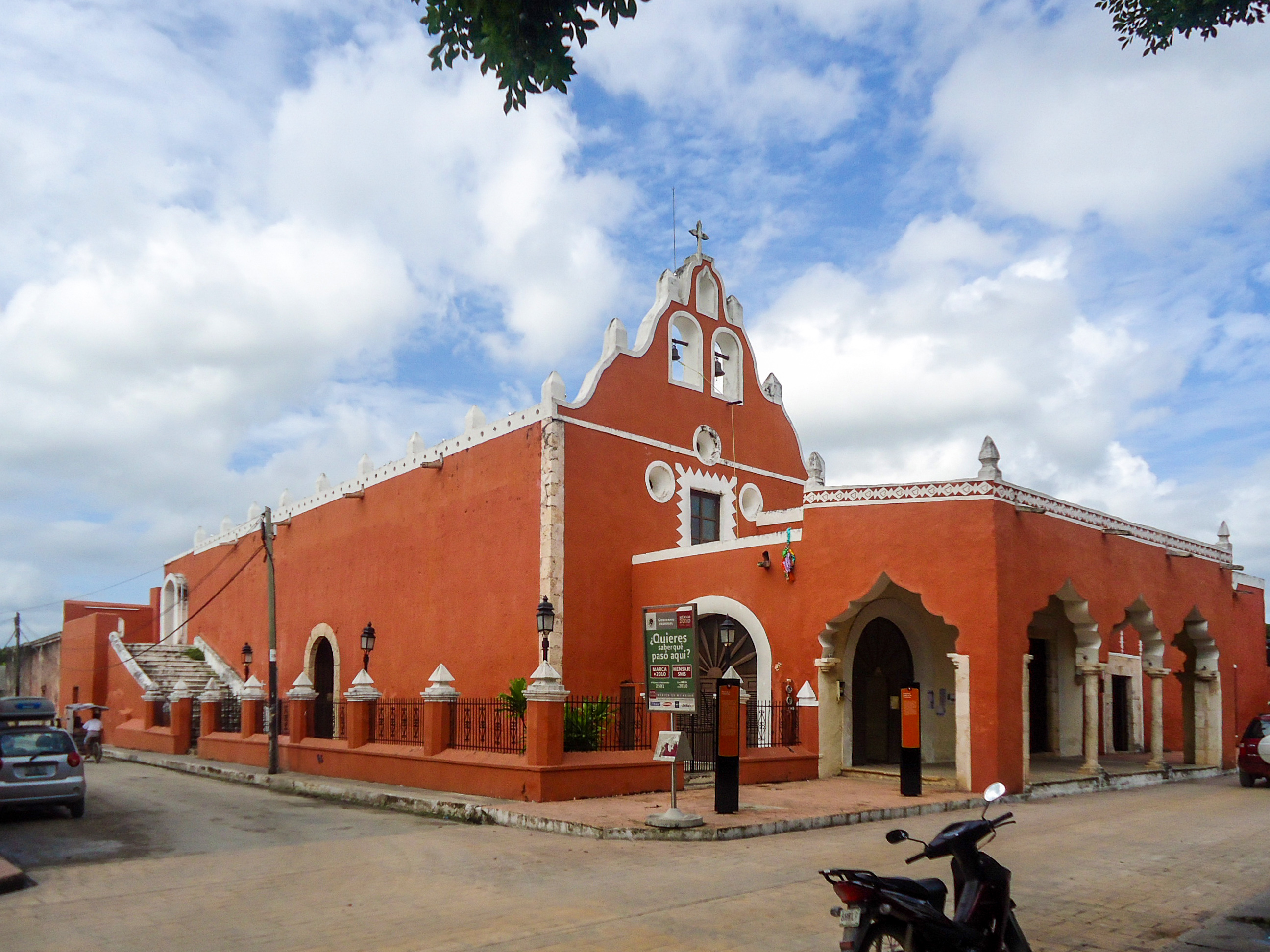
Igreja da Candelária
Situa-se em frente à praça homónima e é dedicada à Virgem da Candelária (Nossa Senhora da Luz ou das Candeias), cuja festa litúrgica se celebra a 2 de fevereiro. Tem uma só nave e dois remates no teto que lhe dão o aspeto de fortaleza. O teto é abobadado no interior e tem um púlpito de madeira lavrada, um retábulo com motivos vegetais e nichos com imagens.

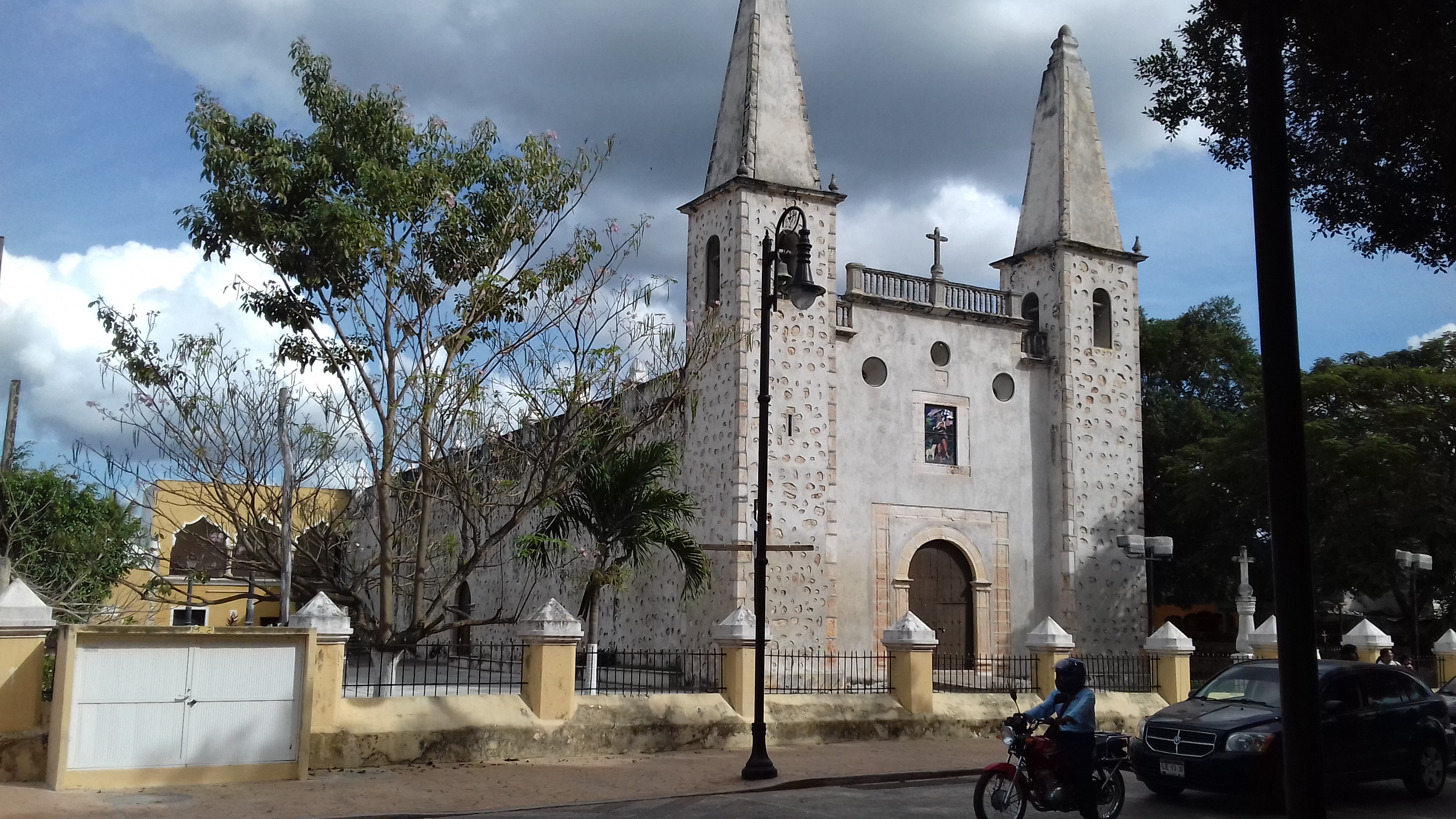
Igreja de São João de Deus
Situada em frente ao parque homónimo, mede cerca de 30 por 10 metros, a fachada é flaqueada por duas torres que são rematadas por grandes pilares com pirâmides quadrangulares. As paredes laterais têm pequenas ameias. No interior há um retábulo de estilo salomónico com motivos vegetais, quatro nichos laterais e uma pia batismal de pedra lavrada.

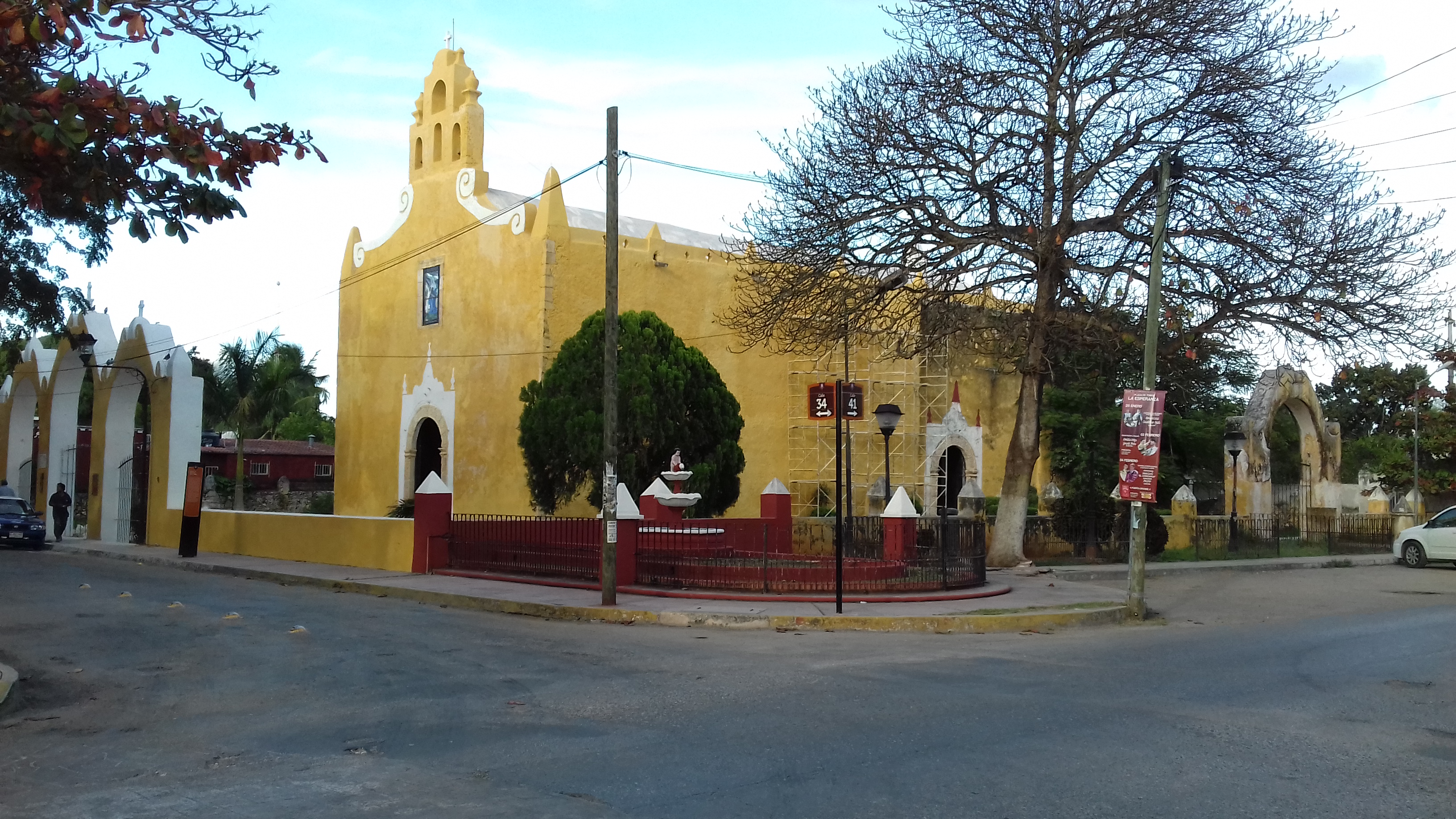
Igreja de Santa Ana
Situda no bairro homónimo, tem um vitral em frente da fachada. Em frente da igreja há um parque onde se comemora a defesa de Chapultepec a 13 de setembro. No centro do parque ergue-se um monumento aos "Meninos Heróis", os cadetes que lutaram até à morte naquela batalha. Na praça em frente à igreja foi enforcado em 1847 Manuel Antonio Ay, o batab cacique maia de Chichimilá, após um julgamento sumaríssimo no qual foi acusado de rebelião por ter sido encontrada uma carta a ele dirigida por Cecilio Chi, cacique de Tepich, a qual alegadamente mencionava preparativos para o início da Guerra das Castas. Este acontecimento, que comoveu a população indígena do Iucatão, precipitou e tornou irreversível o movimento armado que estava em gestação e que manteria a região em pé de guerra durante os 54 anos seguintes.

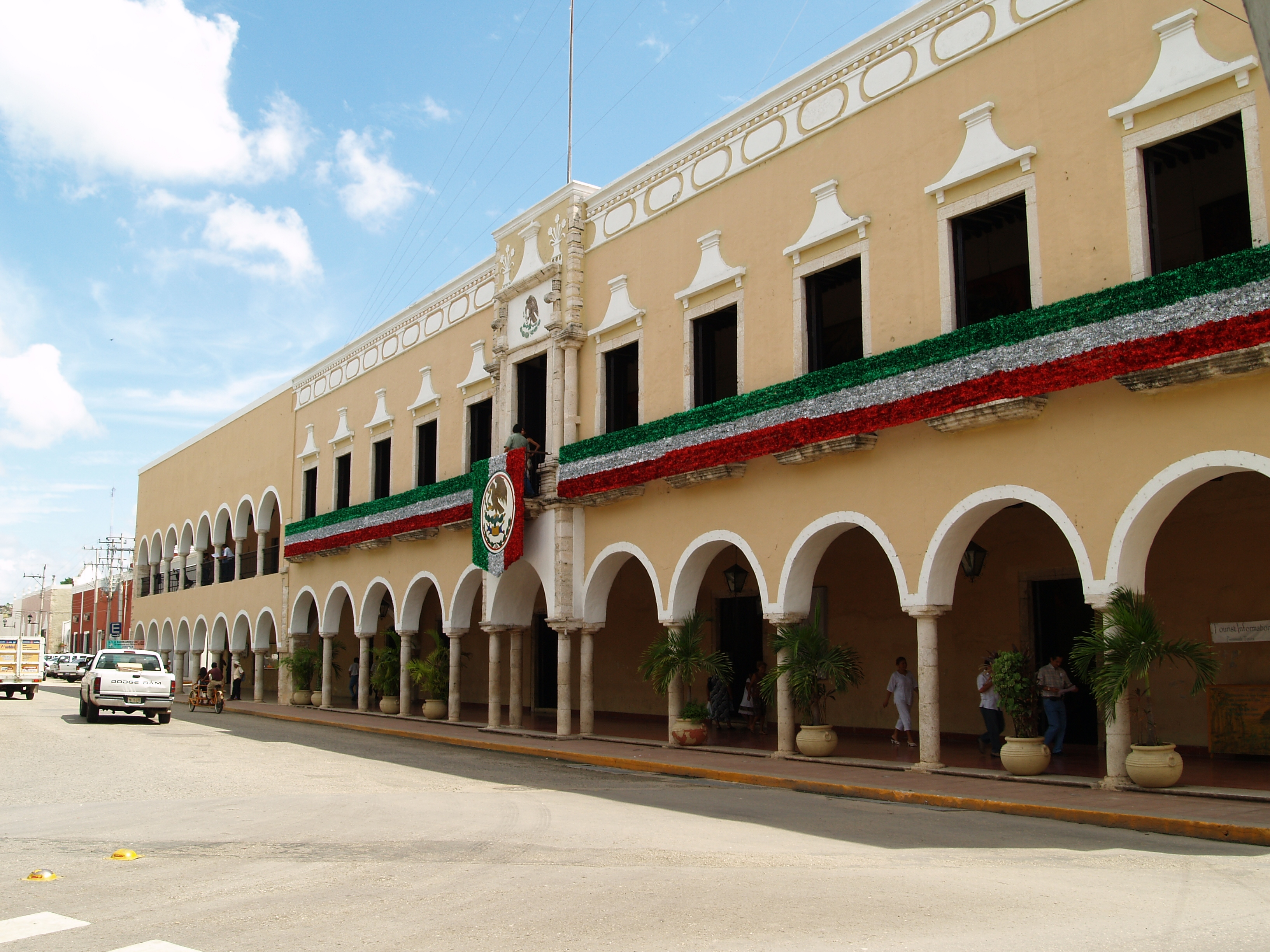
Praça Francisco Cantón Rosado

### Outros locais de interesse
Centro histórico
- Igreja paroquial de São Gervásio
- Parque Principal Francisco Cantón Rosado
- Palacio Municipal
- Casa da Cultura
- Casa de los Venados
- Mercado de Artesanías
- Centro Artesanal Zaci
- Bazar Municipal
- Museu San Roque
- Parque de los Héroes ("Parque do Heróis")
- Las 5 Calles  ("5 Ruas")

Bairro de Sisal
- Igreja e ex-convento de São Bernardino de Siena
- Parque de Sisal

Bairro de Candelaria
- Igreja da Candelária
- Parque de Nuestra Señora de la Candelaria
- Telar “La Aurora” (antiga tecelaria)

Bairro de Santa Ana
- Igreja de Santa Ana
- Parque de los Niños Héroes
- Cenote Zaci
- Mercado Municipal “Donato Bates Herrera”

Bairro de Santa Lucía
- Igreja de Santa Lucía
- Parque de Santa Lucía

Bairro de San Juan
- Igreja de San Juan de Dios
- Parque de San Juan de Dios

Outras zonas
- Calzada de los Frailes ("Calçada dos Frades")
- Centro Recreativo “Acuática”
- Cenote Suytun
- Cenote Xkeken
- Cenote Samulha